# ボレスワフ3世クシヴォウスティ
ボレスワフ3世クシヴォウスティ（Bolesław III Krzywousty, 1085年8月20日 - 1138年10月28日）は、ポーランド大公（在位：1102年 - 1138年）。ヴワディスワフ1世ヘルマンと最初の妃でボヘミア公ヴラチスラフ2世の娘ユディタの子として生まれた。曲唇公（Krzywousty）と呼ばれる。

## 生涯
1109年にナクロの戦いにおいてポメレレン人を撃破してポメラニアを支配下においた。また、ローマ皇帝ハインリヒ5世軍を破り、遠征に加わっていた異母兄ズビグニェフも退けた。しかし、1135年には皇帝ロタール3世に朝貢することとなり、皇帝は奉献されたリューゲン島及び西部ポメラニアを受け取った。1132年から1135年にかけ、ハンガリー遠征を行っているが、大した成果はあげられなかった。
薨去する前の1138年に遺言状を発し、国土を4分割して息子達に継がせた。ピャスト家の年長者が王位を継ぐとされ、クラクフを首都とし、ローマ皇帝へ収めたポメラニアを管理することとした。この年長者相続制はすぐに見向きもされなくなり、200年近く分裂時代が続くことになった。

## 子女
キエフ大公スヴャトポルク2世の娘ズビスラヴァと結婚。
- ヴワディスワフ2世（1105年 - 1159年） - シロンスク公、ポーランド大公

サロメ・フォン・ベルク＝シェルリンゲンと再婚。
- レシェック（1115/16年 - ?）
- リクサ（1116年 - 1156年） - イェータランド公（スウェーデン王）マグヌス1世妃。マグヌスの死後ミンスク公ヴォロダリと結婚、その次にはスウェーデン王スヴェルケル1世と結婚した。
- ボレスワフ4世（1120年 - 1173年） - マゾフシェ公、ポーランド大公
- ミェシュコ3世（1121年? - 1202年） - ヴィエルコポルスカ公、ポーランド大公
- カジミェシュ（1122年 - 1131年）
- ゲルトルーダ（1123/24年 - 1160年） - 修道女
- ドブロネカ（1128年 - ?）
- ユディタ（1130年/1135年 - 1171年/1175年） - ブランデンブルク辺境伯オットー1世妃
- ヘンリク（1131年 - 1166年） - サンドミェシュ公
- アニェスカ（1137年 - ?） - キエフ大公ムスチスラフ2世妃
- カジミェシュ2世（1138年 - 1194年） - ポーランド大公